# Oui... mais Lui corsette mieux
Pour plus de détails, voir Fiche technique et Distribution.
Oui... mais Lui corsette mieux (Here Come the Girls) est un film américain réalisé par Fred Hibbard, sorti en 1918.

## Fiche technique
- Titre original : Here Come the Girls
- Titre français : Oui... mais Lui corsette mieux
- Réalisation : Fred Hibbard
- Production : Hal Roach
- Pays d'origine : États-Unis
- Format : Noir et blanc - 1,33:1 - Film muet
- Genre : comédie, court métrage
- Date de sortie : 1918

## Distribution
- Harold Lloyd
- Snub Pollard
- Bebe Daniels
- Sammy Brooks
- Bud Jamison
- Gus Leonard
- Belle Mitchell
- James Parrott